# Zu (риби)
Zu — рід морських лампридоподібних риб із родини вогмерових (Trachipteridae). Містить два види.

## Поширення
Представники роду поширені у тропічних океанічних водах.

## Спосіб життя
Види роду Zu харчуються рибою та головоногими молюсками. Яйця та личинки пелагічні. Молодь дуже відрізняється від дорослих особин з дуже довгими променями грудних і спинних плавців.

## Види
- Zu cristatus (Bonelli, 1819)
- Zu elongatus Heemstra & Kannemeyer, 1984